# Fermín Rabadán Cervantes
Fermín Rabadán Cervantes är en ort i Mexiko.   Den ligger i kommunen Iguala de la Independencia och delstaten Guerrero, i den södra delen av landet, 130 km söder om huvudstaden Mexico City. Fermín Rabadán Cervantes ligger 794 meter över havet och antalet invånare är 1 459.
Terrängen runt Fermín Rabadán Cervantes är varierad. Runt Fermín Rabadán Cervantes är det ganska tätbefolkat, med 116 invånare per kvadratkilometer. Närmaste större samhälle är Iguala de la Independencia, 4,3 km nordost om Fermín Rabadán Cervantes. I omgivningarna runt Fermín Rabadán Cervantes växer huvudsakligen savannskog.